# It’s a Blunderful Life
«It’s a Blunderful Life» (с англ. — «Эта ошибочная жизнь») — седьмая серия тридцать пятого сезона мультсериала «Симпсоны». Впервые вышла 19 ноября 2023 года в США на телеканале «Fox».

## Сюжет
За шестьдесят лет в будущем дома у Симпсонов собираются все Симпсоны с их детьми и внуками на праздничный обед в честь дня благодарения. Мардж говорит, что это первый день благодарения, после смерти Гомера (за столом вместо него сидит его голограмма). Все поднимают виртуальные свечи в память о «большом блэкауте», который чуть не уничтожил Спрингфилд в своё время. Когда внучка Лизы спрашивает, откуда эта традиция, бабушка рассказывает историю…
В сегодняшнем времени за 6 дней до дня благодарения, по телевидению Кент Брокман объявляет о мощном снежном шторме, движущегося на город. Мардж волнуется, что в доме окна слабы для урагана. Она будит Гомера, обещающего сделать это вечером. Сейчас ему некогда, потому что на Спрингфилдской АЭС сегодня Гавайская пятница, в котором Гомера друзья назначили главным.
На заводе корпоратив в полном разгаре. Гомер играет роль «Короля Камехамеха», хотя на самом деле просто обслуживает коллег. Оказывается, что мистер Бёрнс назначил этот праздник, чтобы заменить своих работников на дешёвую рабочую силу. Гомер идёт утилизировать мусор, и чуть ли не выбрасывает его в ядро реактора, но всё же выбрасывает его в нужный люк. В это время мистер Бёрнс не может подзарядить свой коммуникационный аппарат. Он заставляет Смитерса, не смотря на его предупреждение, вставить зарядное устройство в переполненную розетку, что приводит к скачку в напряжении, которое в свою очередь вызывает на АЭС пожар.
Мистер Бёрнс и Смитерс улетают на вертолёте с места происшествия, работникам удаётся эвакуироваться, а спасательным вертолётам устранить пожар. Однако в результате станция перестает работать, и работники остаются без работы. В разгаре гнева разъярённая толпа решает найти козла отпущения, и им становиться — Гомер Симпсон. Они желают его смерти, но мужчине удаётся убежать.
Из-за того, что АЭС не работает, весь город остался без электричества. Вечером того дня Гомер устрашает Мардж тем, что поставил штормовые окна. Мардж беспрекословно думает, что Гомер имеет отношение к блэкауту. Хотя Гомер настаивает, что в этот раз он не виновен, но Мардж не верит ему. На следующий день Мардж обнаруживает, что вся еда в холодильнике исчезла и обвиняет Гомера в том, что он её всю съел. Когда Гомер пытается объяснить, она перебивает его и уходит. Тем временем против Гомера настроен весь город: угрожают расправой, бросают кирпичи в его дом, Гомера даже выбрасывают из таверны Мо.
Дома Симпсоны не могут согреться у камина, поэтому дедушка Симпсон приходит им на помощь и приносит дров. Под его игру на скрипке семья сплачается и переживает кризис. Однако в ту ночь жители вывозят дом Симпсонов из города…
На следующее утро Симпсоны просыпаются на вершине горы. Гомер радуется хоть тому, что здесь нет их глупого соседа… Но вдруг Нед прерывает Гомера и обнимает его с окна своего дома, а Гомер рад хоть тому, что Фландерс ему верит. Гомер снова пытается убедить Мардж в своей невиновности и демонстрирует фото, как он закапывает индейку в снег для сохранения холода. Мардж осознает, что если Гомер не соврал там, значит, он действительно не виновен в блэкауте. Лиза приходит к выводу, что всё это мог сделать только самый большой злодей в городе — мистер Бёрнс.
Когда Симпсоны приходят к Бёрнсу, тот во всем признается и пытается отправить семью в люк, но из-за отсутствия электричества у него ничего не выходит. Тогда шеф Виггам с Лу и Эдди арестовывают Бёрнса и заставляют заплатить штраф городу. Гомер рад, что теперь его простили, но Карл и Ленни говорят ему, что блэкаут напомнил им о прошлых косяках Гомера. И, чтобы искупить вину, Мардж приглашает жителей Спрингфилда на ужин с ними на день благодарения, при условии, что они вернут их дом на место. А после они отмечают день благодарения, пока их дом и дом Фландерса чинят.
В финальной сцене в будущем после того, как Лиза закончила свой рассказ, голографический Барт говорит, что она так долго рассказывала, что он умер от скуки. Затем он с голограммой Гомера едят индейку из проекций друг друга.
В сцене во время титров Гомер читает Лизе книгу, она говорит, что уже хватит на сегодня, но Гомеру увлёкся судьбой персонажей и продолжает читать.

## Культурные отсылки и интересные факты
- Песня, которую поёт Бёрнс с рабочими, является пародией на песню о Генри Форде из мюзикла «Ragtime» (рус. «Регтайм»)[1].
- Сцена в таверне Мо — отсылка к фильму 1980 года «Врата рая»[2].

## Отзывы
Во время премьеры серию просмотрели 1,11 млн человек с рейтингом 0.3, что сделало её самым популярным шоу на телеканале «Fox» той ночью.
Сайт «Bubbleblabber» оценил серию на 6/10.